# Woodville (Virginie)
Pour les articles homonymes, voir Woodville.
Woodville est une zone non incorporée du comté de Rappahannock, dans l'État de Virginie.

## Personnalité née dans la ville
- John Jackson, musicien (1924-2002).

## Source
- (en) Cet article est partiellement ou en totalité issu de l’article de Wikipédia en anglais intitulé « Woodville, Virginia » (voir la liste des auteurs).